# 維索克 (克拉斯諾赫拉德區)
49°30′3″N 35°30′18″E / 49.50083°N 35.50500°E
維索克（烏克蘭語：Високе）是位於烏克蘭東部的村莊，由哈爾科夫州别列斯京区的克拉斯諾赫拉德市鎮負責管轄。該村始建於1928年，面積0.96平方公里，海拔高度169米，2001年人口102，人口密度每平方公里106人。